# جائزة أفضل لاعب كرة قدم في العالم 2009
جائزة أفضل لاعب كرة قدم في العالم 2009 هي جائزة قدمت في 21 ديسمبر عام 2009 في دار زيوريخ للآوبرا في مدينة زيوريخ في سويسرا.
فاز بالجائزة عن فئة الرجال الأرجنتيني ليونيل ميسي لاعب نادي برشلونة و منتخب الأرجنتين لكرة القدم للمرة الأولى في تاريخه وتاريخ بلده.
وعن فئة النساء فازت البرازيلية مارتا لاعبة نادي لوس انجليس سول ونادي سانتوس ومنتخب البرازيل لكرة القدم للسيدات للسنة الرابعة على التوالي.

## النتائج

### الرجال
| جائزة أفضل لاعب كرة قدم في العالم 2009 | جائزة أفضل لاعب كرة قدم في العالم 2009 | جائزة أفضل لاعب كرة قدم في العالم 2009 | جائزة أفضل لاعب كرة قدم في العالم 2009 |
| #                                      | اللاعب                                 | النقاط                                 | النادي                                 |
| -------------------------------------- | -------------------------------------- | -------------------------------------- | -------------------------------------- |
| 1                                      | ليونيل ميسي                            | 1073                                   | برشلونة                                |
| 2                                      | كريستيانو رونالدو                      | 352                                    | مانشستر يونايتد ريال مدريد             |
| 3                                      | تشافي                                  | 196                                    | برشلونة                                |
| 4                                      | كاكا                                   | 190                                    | ميلان ريال مدريد                       |
| 5                                      | أندريس إنييستا                         | 134                                    | برشلونة                                |
| 6                                      | ديدييه دروغبا                          | 128                                    | تشيلسي                                 |
| 7                                      | فرناندو توريس                          | 113                                    | ليفربول                                |
| 8                                      | ستيفن جيرارد                           | 64                                     | ليفربول                                |
| 9                                      | صامويل إيتو                            | 54                                     | برشلونة إنتر ميلان                     |
| 10                                     | واين روني                              | 45                                     | مانشستر يونايتد                        |

### النساء
| جائزة أفضل لاعبة كرة قدم في العالم 2009 | جائزة أفضل لاعبة كرة قدم في العالم 2009 | جائزة أفضل لاعبة كرة قدم في العالم 2009 | جائزة أفضل لاعبة كرة قدم في العالم 2009 |
| #                                       | اللاعبة                                 | النقاط                                  | النادي                                  |
| --------------------------------------- | --------------------------------------- | --------------------------------------- | --------------------------------------- |
| 1                                       | مارتا                                   | 833                                     | لوس انجليس سول سانتوس                   |
| 2                                       | نادين آنجرير                            | 290                                     | فرانكفورت                               |
| 3                                       | كيلي سميث                               | 252                                     | بوسطن بريكرز                            |
| 4                                       | كرستياني                                | 239                                     | شيكاغو ريد ستارز سانتوس                 |
| 5                                       | إنكا غرينغس                             | 216                                     | دويسبورغ                                |

#### القائمة النسائية المختصرة
| القائمة النسائية المختصرة |
| اللاعب                    |
| ------------------------- |
| نادين آنجرير              |
| سونيا بومباستور           |
| كرستياني                  |
| إنكا غرينغس               |
| مانا إيوابوتشي            |
| سيموني لاودر              |
| مارتا                     |
| بريجيت برينتس             |
| كيلي سميث                 |
| آبي وامباك                |